# ŠK Eldus Močenok
FK Močenok là một câu lạc bộ bóng đá Slovakia, đến từ thị trấn Močenok.